# 明日世界電子音樂節
明日世界電子音樂節（英語：Tomorrowland）是一項大型年度電子舞曲音樂節，於比利時安特衛普區博姆的德夏勒公園舉行。該音樂節於2005年首度舉辦，起源於2004年由馬努·比爾斯和米歇爾·比爾斯兄弟所構想的點子。 自此之後，明日世界電子音樂節成為全球最知名的音樂節之一。該活動贏得無數榮譽與獎項，包括連續五年在國際舞曲音樂獎中被票選為「年度最佳音樂活動」。主辦單位常年聘雇約80名工作人員籌劃活動，在活動期間則雇用約15,000人。
明日世界電子音樂節的成功催生了多項延伸品牌形式的衍生音樂節。自2013年至2015年間，該概念短暫移植至美國亞特蘭大附近，並以明日世界之名舉行。2015年，巴西開始舉辦名為明日世界巴西的音樂節。自2019年起，主辦方亦於法國阿爾卑斯地區達韋爾滑雪村舉辦冬季版本。

## 歷史

2024年的音樂節。

首屆明日世界電子音樂節於2005年8月15日舉行，由荷蘭知名派對公司ID&T主辦。首年演出陣容包括阿明·范比伦、Coone及Push（M.I.K.E）等知名DJ。
第二屆音樂節於2006年舉辦，邀請包括阿明·范·比伦、Axwell、大衛·庫塔、Ruthless、DJ Zany及Macro Bailey等人參與演出。2007年進入第三屆時，活動規模自單日擴大為為期兩日。2008年起，演出陣容進一步擴張，主辦單位邀請超過100位DJ登台演出，觀眾人數首次突破五萬人。
2010年，明日世界電子音樂節吸引超過12萬人參加。同年，Dada Life、Dimitri Vegas & Like Mike與Tara McDonald共同製作音樂節主題曲〈Tomorrow / Give Into The Night〉，成為該音樂節至今銷售表現最佳的主題歌曲。Dimitri Vegas & Like Mike與明日世界電子音樂節維持長期合作關係，除主題曲製作外，兩人幾乎每年皆擔任壓軸演出。2015年，該組合甚至以本名與與Steve Aoki共同組成的「3 Are Legled」身份兩度登台演出。
2011年，活動再度擴大為期三日，門票於開售後迅速完售，共吸引約18萬名樂迷參與。2012年，主辦方安排約400組DJ於15個舞台同時演出，總觀眾人數達18.5萬人，觀眾來自全球超過75個國家。該年起，明日世界電子音樂節亦開始與布魯塞爾-首都大區航空業者合作，推出包含15條航線的國際派對套裝行程，方便外國樂迷參與。至2013年，航線擴增至67條，國際化程度進一步提升。
自2012年至2016年間（2013年除外），明日世界電子音樂節連續多年被國際舞曲音樂獎評選為「全球最佳電子音樂節」。
為慶祝音樂節創辦10週年，主辦單位於2014年首次將活動延長為連續兩週末舉行，兩週皆為三日制，並安排相似演出陣容。該年MTV也宣布轉播明日世界電子音樂節現場表演，並製作10週年紀錄片。作曲家漢斯·季默亦受邀為該屆活動創作紀念樂曲，並率領完整交響樂團於第二大舞台演出。2014年總參與人數達36萬人。
2020年，受嚴重特殊傳染性肺炎疫情的影響，主辦單位宣布取消原定4月舉行的「Tomorrowland Winter」與7月的主場活動。在此背景下，主辦單位ID&T與DMM.com達成合作協議，於2020年7月25日至26日首次舉辦虛擬音樂節《Tomorrowland Around The World》，並進一步推出首場以VR形式進行的倒數跨年活動。

### 2025年火災事件
2025年7月16日，音樂節首週末開幕前兩天，明日世界電子音樂節的主舞台因火災完全燒毀。安特衛普當局正將此次事件視為「非蓄意縱火」進行調查，並未傳出人員傷亡。 主辦單位表示，他們正優先處理參加者的安全問題，並「尋找週末音樂節的解決方案」。DreamVille露營地將如原定計畫於7月17日開放， 並宣布將於週五或週六前建造一個較小的替代主舞台（若未及時完成，DreamVille的Gathering舞台將作為週五備案使用）。
新主舞台於週五完工，由一面大型視覺牆與DJ台組成，設於燒毀舞台的剩餘鋼架前方；據報導，該舞台是利用金属乐队的M72世界巡演巡演設備（當時仍存放於奧地利）所建造。

## 獎項與提名

### DJ獎
| 年份   | 獎項類別           | 活動               | 結果 | 參考   |
| ------ | ------------------ | ------------------ | ---- | ------ |
| 2012年 | 最佳國際舞曲音樂節 | 明日世界電子音樂節 | 獲獎 | [ 24 ] |

### DJ雜誌
| 年份   | 獎項類別   | 活動                         | 結果 | 參考資料 |
| ------ | ---------- | ---------------------------- | ---- | -------- |
| 2012年 | 最佳音樂節 | 明日世界電子音樂節（比利時） | 獲獎 | [ 25 ]   |
| 2013年 | 最佳音樂節 | 明日世界電子音樂節（比利時） | 獲獎 | [ 25 ]   |
| 2014年 | 最佳音樂節 | 明日世界電子音樂節（比利時） | 獲獎 | [ 25 ]   |

### 歐洲音樂節獎
| 年份   | 獎項類別       | 活動                         | 結果 | 參考資料 |
| ------ | -------------- | ---------------------------- | ---- | -------- |
| 2009年 | 最佳大型音樂節 | 明日世界電子音樂節（比利時） | 提名 | [ 26 ]   |
| 2010年 | 最佳大型音樂節 | 明日世界電子音樂節（比利時） | 提名 | [ 26 ]   |
| 2011年 | 最佳大型音樂節 | 明日世界電子音樂節（比利時） | 提名 | [ 26 ]   |
| 2012年 | 最佳大型音樂節 | 明日世界電子音樂節（比利時） | 獲獎 | [ 26 ]   |
| 2013年 | 最佳大型音樂節 | 明日世界電子音樂節（比利時） | 提名 |          |
| 2014年 | 最佳大型音樂節 | 明日世界電子音樂節（比利時） | 提名 | [ 27 ]   |
| 2015年 | 最佳大型音樂節 | 明日世界電子音樂節（比利時） | 提名 | [ 28 ]   |
| 2016年 | 最佳大型音樂節 | 明日世界電子音樂節（比利時） | 提名 | [ 29 ]   |
| 2017年 | 最佳大型音樂節 | 明日世界電子音樂節（比利時） | 提名 | [ 29 ]   |

### 電子音樂獎
| 年份   | 獎項類別   | 活動                            | 結果 | 參考資料 |
| ------ | ---------- | ------------------------------- | ---- | -------- |
| 2017年 | 年度音樂節 | 明日世界電子音樂節 - 比利時布姆 | 提名 |          |

### Festicket大獎
| 年份   | 獎項類別            | 活動               | 結果 | 參考資料 |
| ------ | ------------------- | ------------------ | ---- | -------- |
| 2016年 | 最佳電子/舞曲音樂節 | 明日世界電子音樂節 | 1st  | [ 30 ]   |

### 國際舞曲音樂大獎
2017年未舉辦頒獎典禮。2018年得主由國際舞蹈音樂獎內部評選；自2019年起恢復公開投票。}}
| 年份   | 獎項類別   | 活動               | 結果 | 參考資料      |
| ------ | ---------- | ------------------ | ---- | ------------- |
| 2011   | 最佳音樂節 | 明日世界電子音樂節 | 提名 | [ 32 ]        |
| 2012   | 最佳音樂節 | 明日世界電子音樂節 | 獲獎 | [ 33 ]        |
| 2013   | 最佳音樂節 | 明日世界電子音樂節 | 獲獎 | [ 34 ]        |
| 2014   | 最佳音樂節 | 明日世界電子音樂節 | 獲獎 | [ 35 ]        |
| 2015   | 最佳音樂節 | 明日世界電子音樂節 | 獲獎 | [ 36 ]        |
| 2016年 | 最佳音樂節 | 明日世界電子音樂節 | 獲獎 | [ 37 ]        |
| 2019年 | 最佳音樂節 | 明日世界電子音樂節 | 獲獎 | [ 31 ] [ 38 ] |
| 2020年 | 最佳音樂節 | 明日世界電子音樂節 | 獲獎 | [ 39 ] [ 40 ] |

### MTV 歐洲音樂大獎
| 年份    | 獎項類別         | 活動               | 結果 | 參考資料      |
| ------- | ---------------- | ------------------ | ---- | ------------- |
| 2015年  | 最佳全球舞台演出 | 明日世界電子音樂節 | 提名 | [ 41 ]        |
| 2016年  | 最佳全球舞台演出 | 明日世界電子音樂節 | 提名 | [ 42 ] [ 43 ] |
| [2017年 | 最佳全球舞台演出 | 明日世界電子音樂節 | 提名 |               |

### Red Bull Elektropedia大獎
| 年份   | 獎項類別   | 活動               | 結果 | 參考   |
| ------ | ---------- | ------------------ | ---- | ------ |
| 2011年 | 最佳音樂節 | 明日世界電子音樂節 | 獲獎 | [ 44 ] |
| 2012年 | 最佳音樂節 | 明日世界電子音樂節 | 獲獎 | [ 44 ] |
| 2013年 | 最佳音樂節 | 明日世界電子音樂節 | 獲獎 | [ 44 ] |

### 英國音樂節獎
| 年份   | 獎項類別       | 活動                         | 結果 | 參考資料 |
| ------ | -------------- | ---------------------------- | ---- | -------- |
| 2014年 | 最佳海外音樂節 | 明日世界電子音樂節（比利時） | 獲獎 | [ 45 ]   |

### 其他榮譽
2023年，明日世界電子音樂節獲頒榮譽星牆（Wall of Fame）的榮譽星章。

## 圖庫

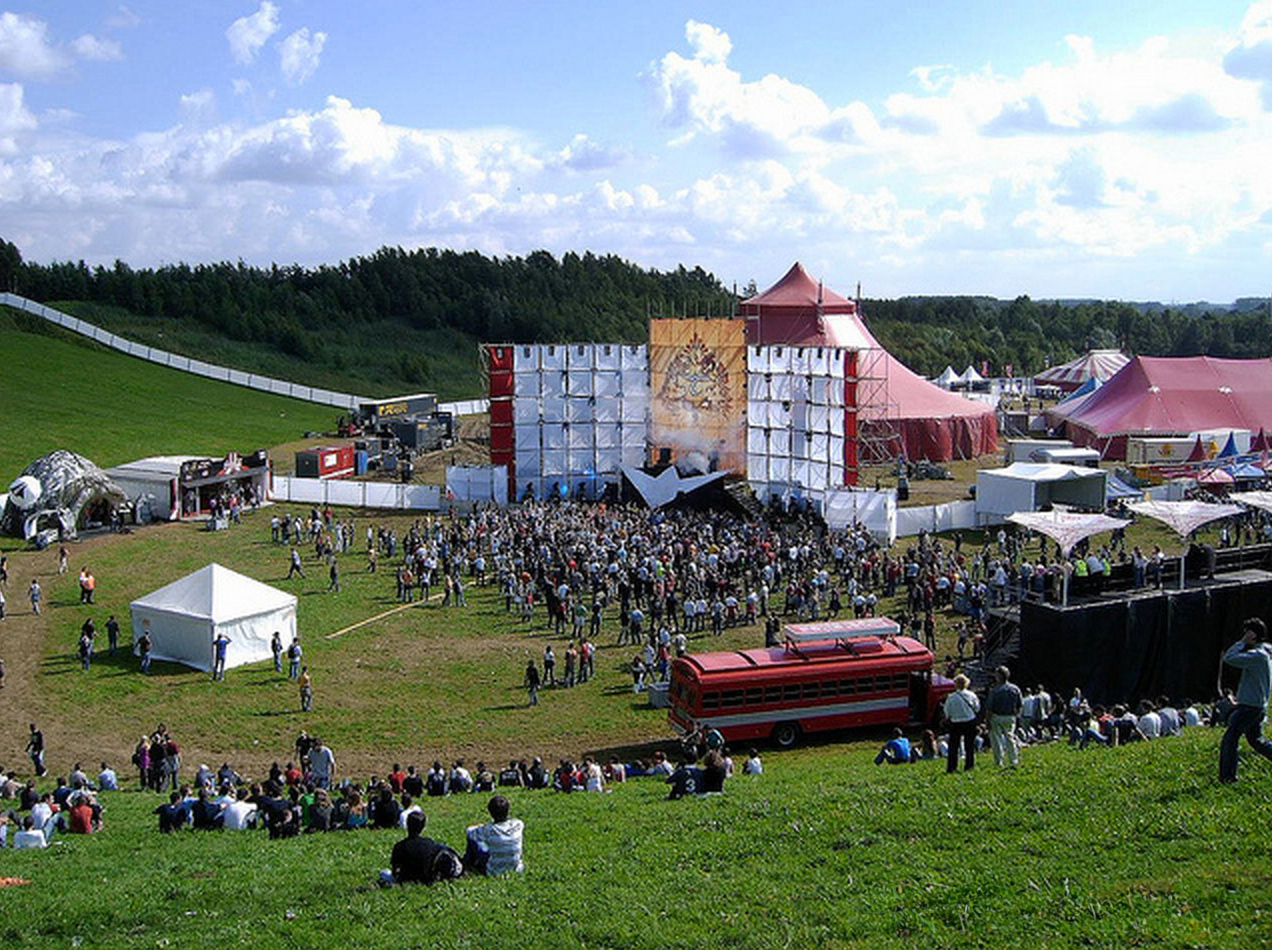
2005年
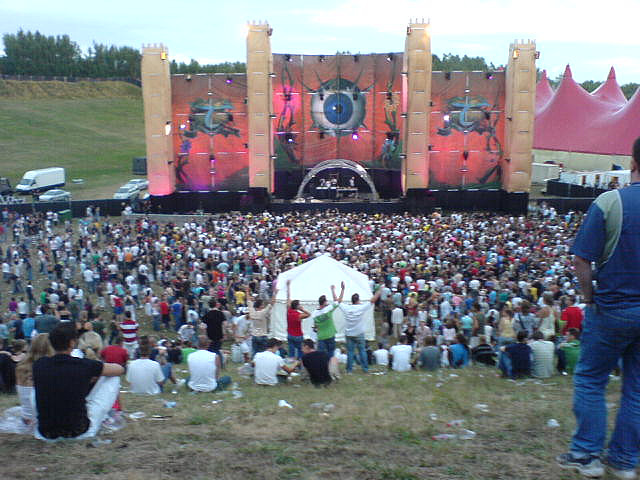
2006年
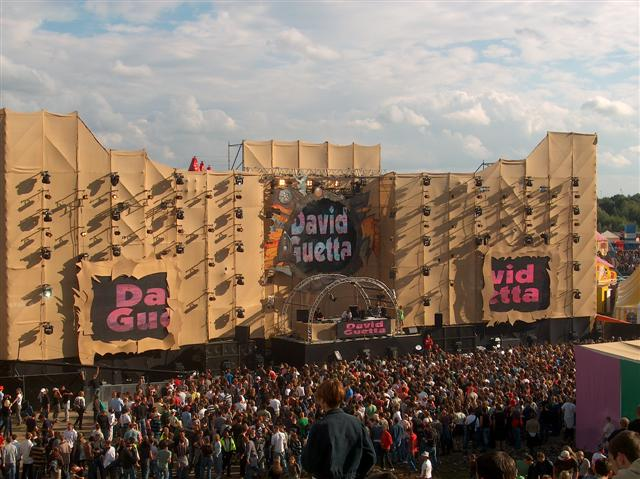
2007年
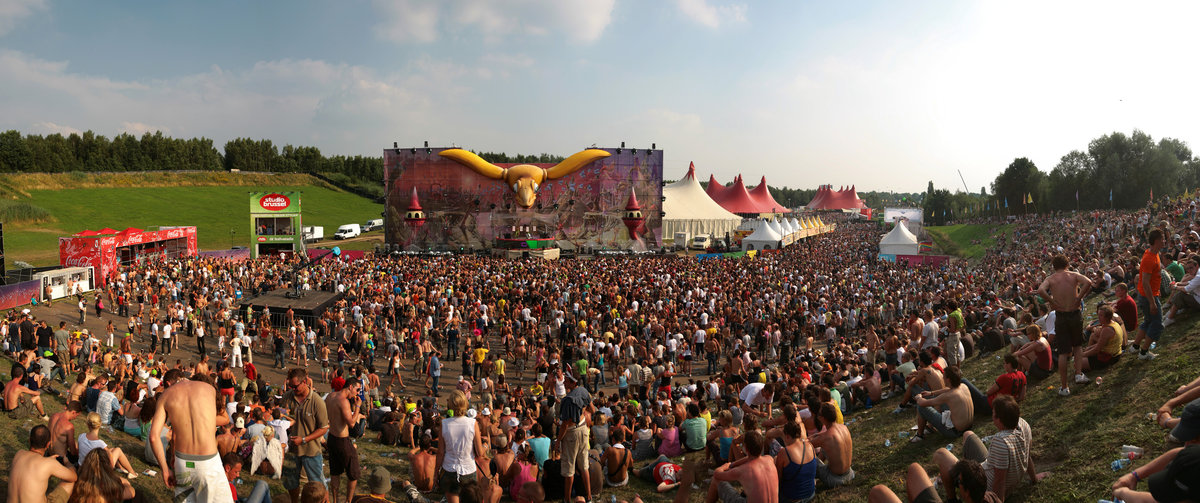
2008年
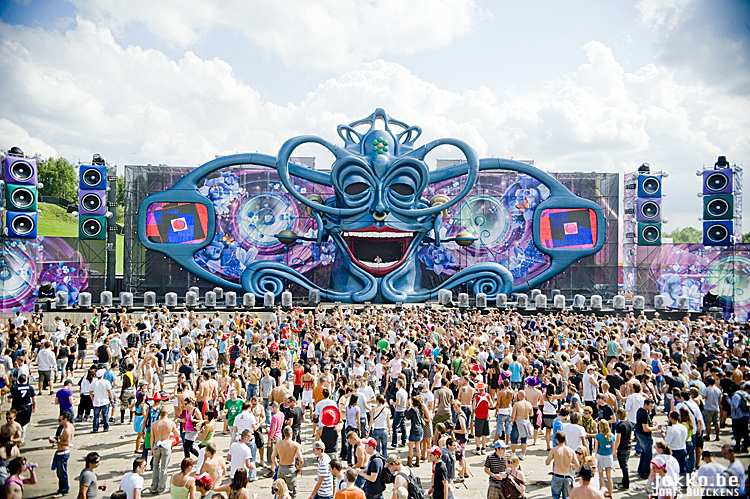
2009年
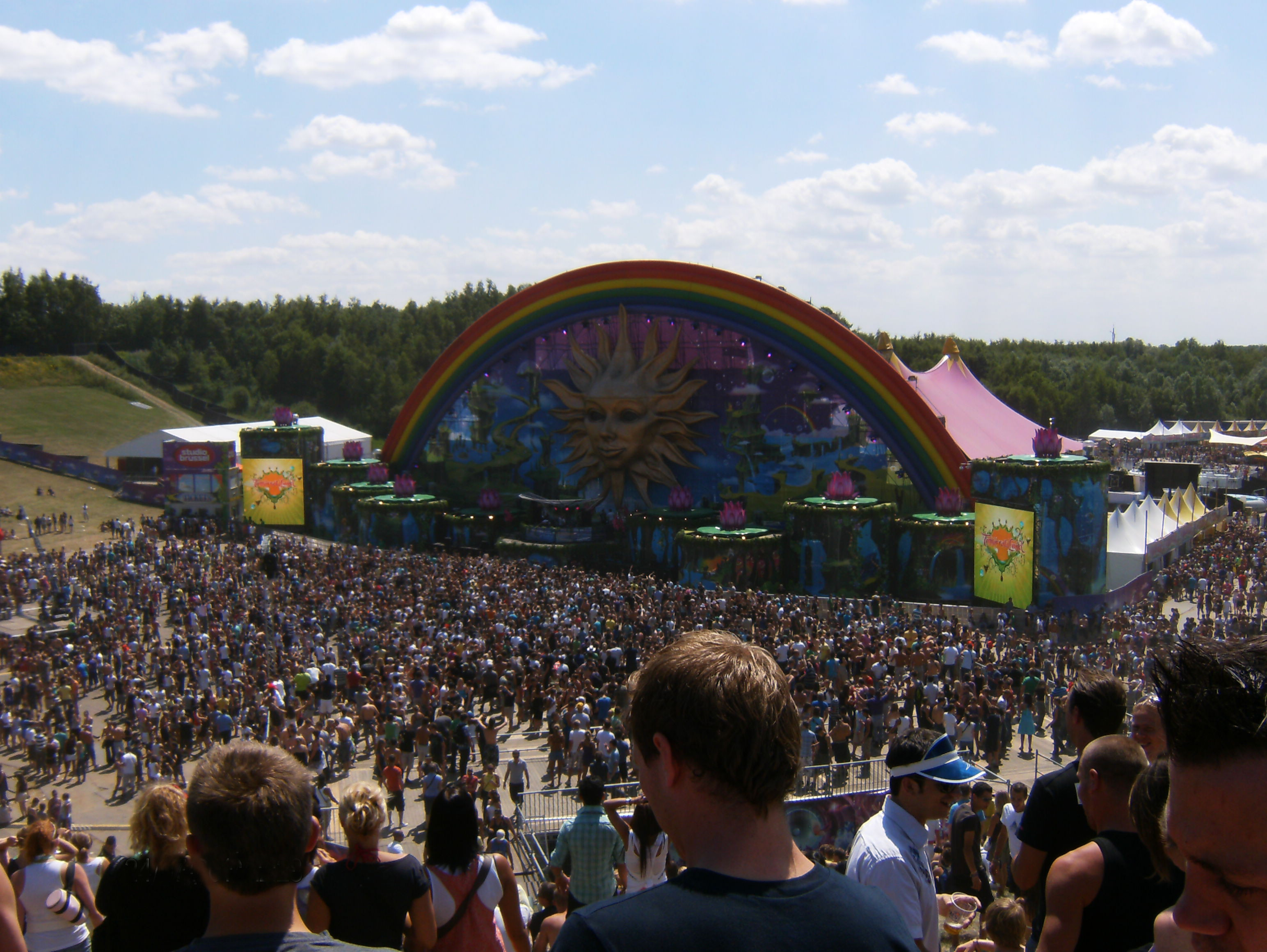
2010年
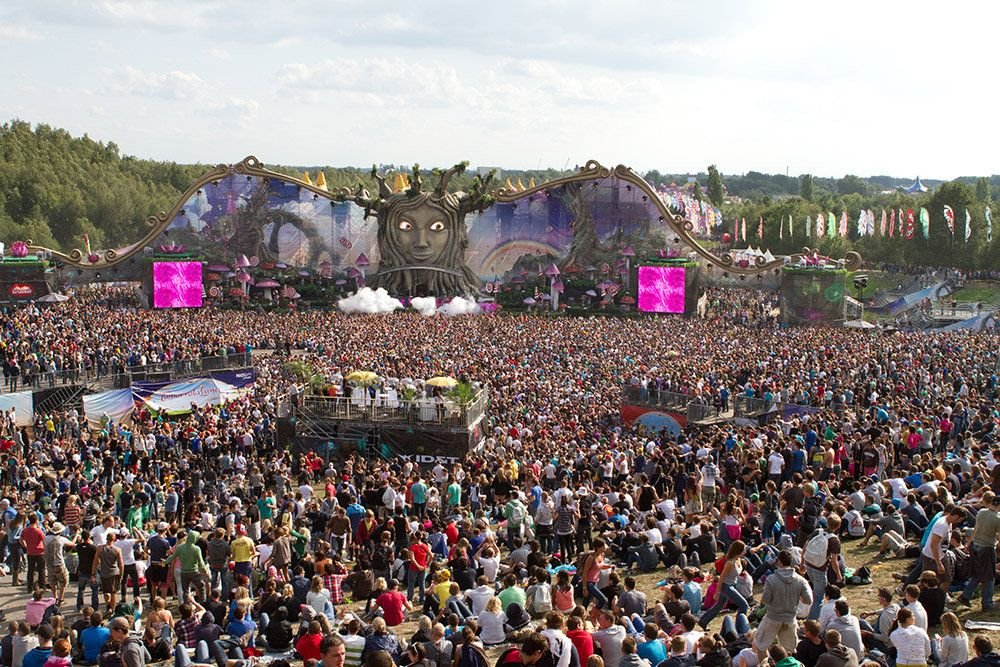
2011年
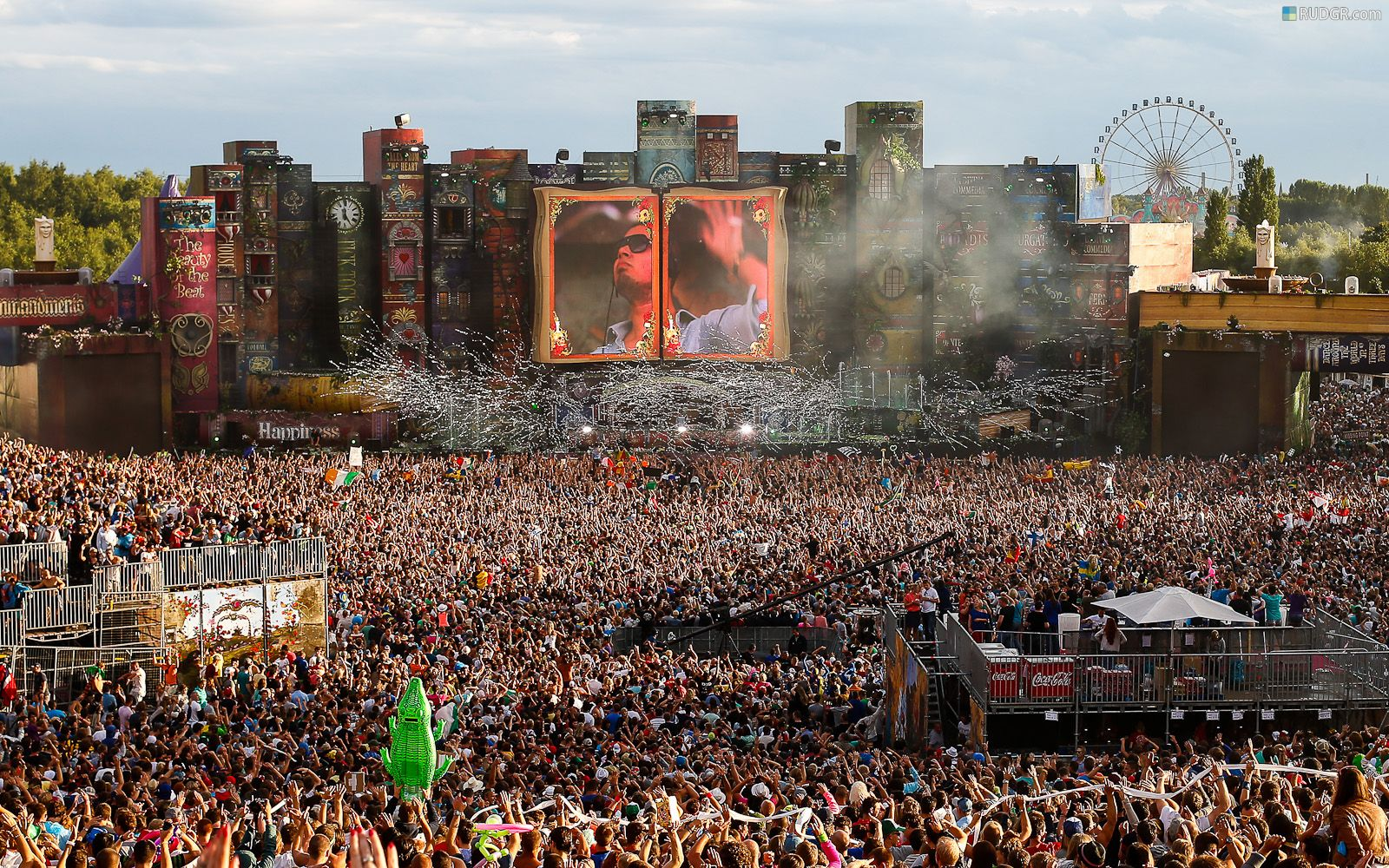
2012年
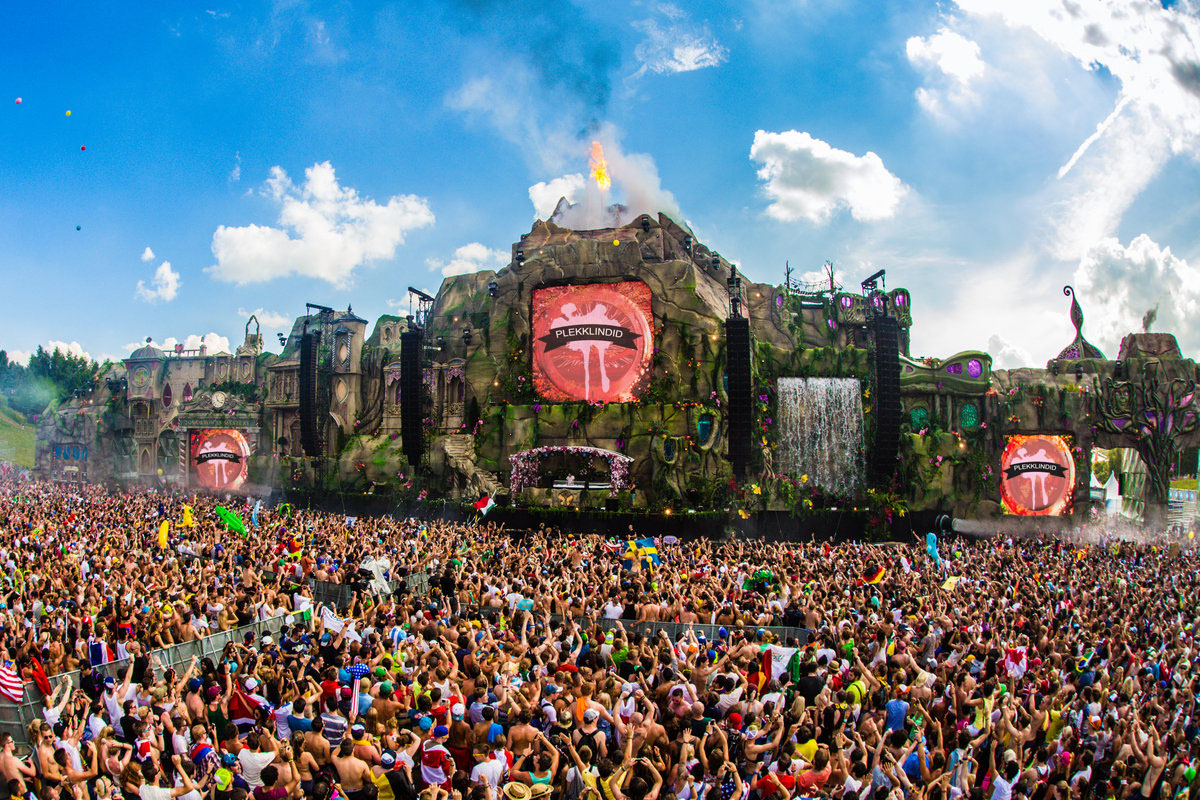
2013年
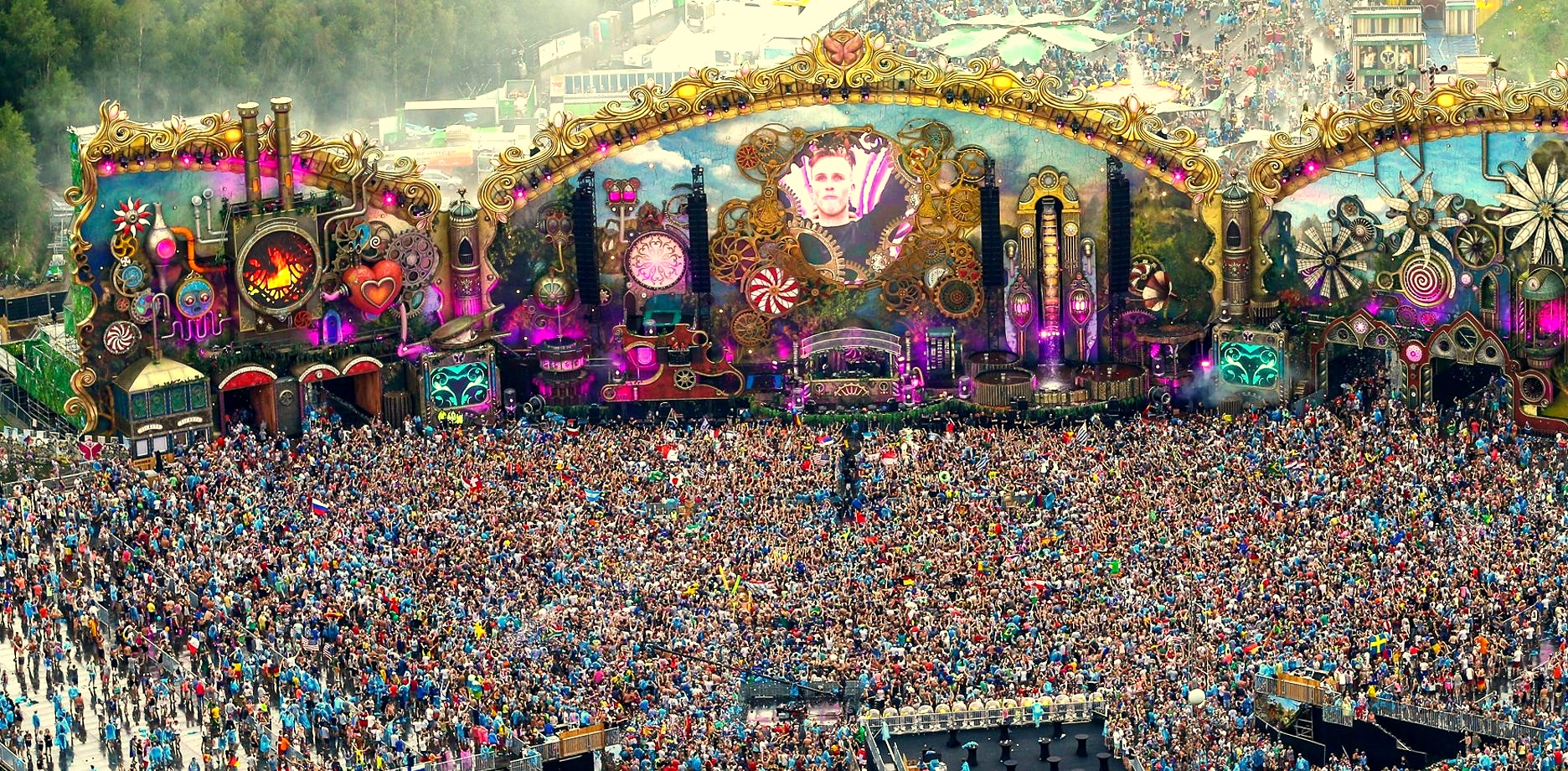
2014年
2018年
2022年
2023年

## 外部連結
- 官方网站